# گریس چاتو
گریس چاتو (به انگلیسی: Grace Chatto) (زاده ۱۰ دسامبر ۱۹۸۵) نوازنده ویولنسل انگلیسی است.
او عضو گروه کلین بندیت است.